# جون سي سلاتر
جون سي سلاتر (بالإنجليزية: John C. Slater) (و. 1900 – 1976 م) هو فيزيائي، وأستاذ جامعي، وكيميائي من الولايات المتحدة الأمريكية . ولد في أوك بارك (إلينوي). وكان عضواً في الأكاديمية الملكية السويدية للعلوم، والأكاديمية الأمريكية للفنون والعلوم .
توفي في فلوريدا، عن عمر يناهز 76 عاماً.

## التعليم
تعلم في جامعة هارفارد، وتحصل منها على دكتوراه في الفلسفة، وجامعة روتشستر

## مناصب وهيئات
أدار جامعة فلوريدا.

## جوائز
حصل على جوائز منها:
- قلادة العلوم الوطنية الأمريكية (1970)
- جائزة إرفينغ لانغموير [الإنجليزية]‏ (1967)
- زمالة غوغنهايم.

## روابط خارجية
- جون سي سلاتر على موقع الموسوعة البريطانية (الإنجليزية)